# Crataegus zarrei
Crataegus zarrei är en rosväxtart som beskrevs av Dönmez. Crataegus zarrei ingår i Hagtornssläktet som ingår i familjen rosväxter. Inga underarter finns listade i Catalogue of Life.